# Zbigniew Strzelecki (ekonomista)

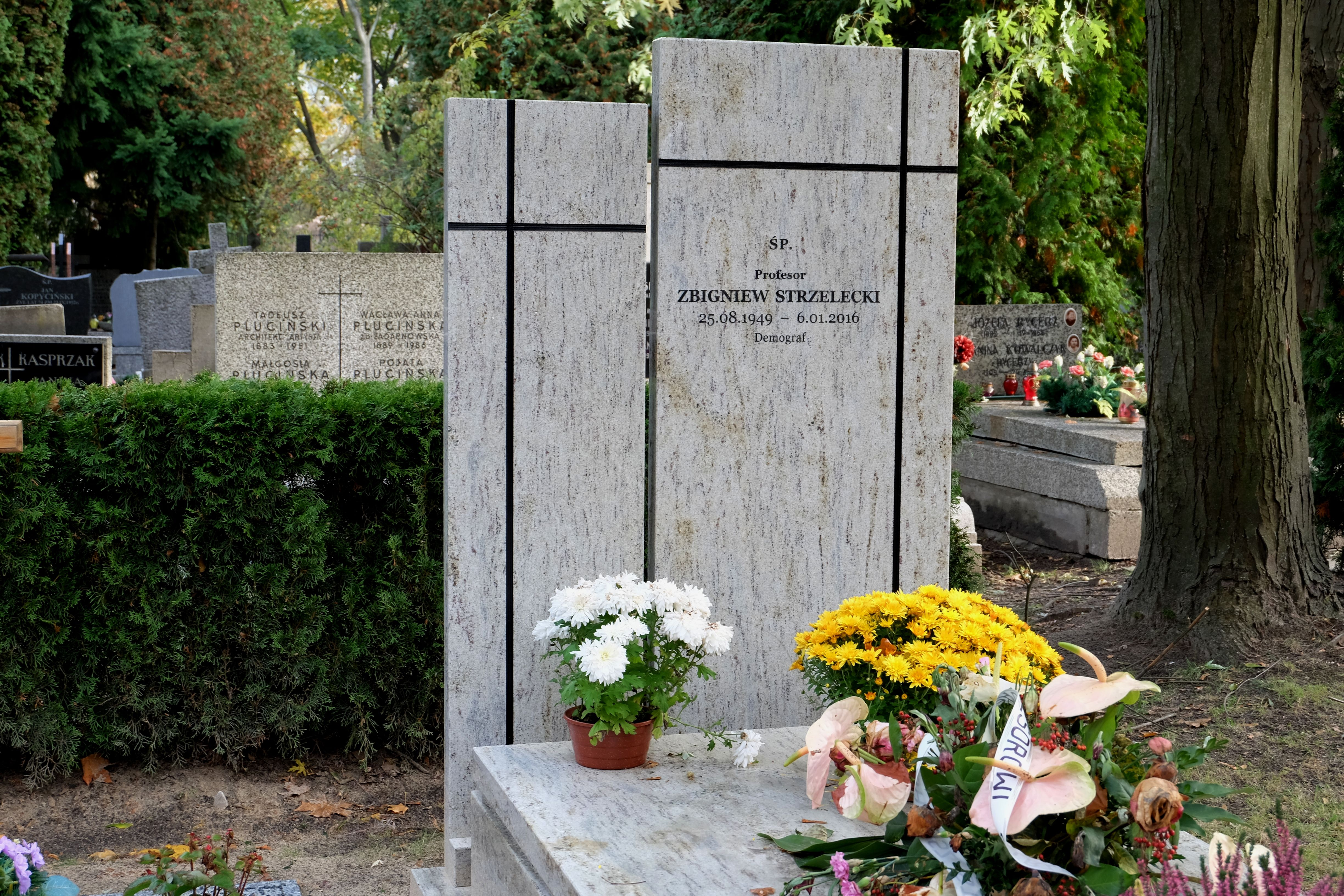
Grób Zbigniewa Strzeleckiego na Cmentarzu Wojskowym na Powązkach w Warszawie

Zbigniew Strzelecki (ur. 25 sierpnia 1949 w Warszawie, zm. 6 stycznia 2016 tamże) – polski ekonomista, doktor habilitowany nauk ekonomicznych, profesor nadzwyczajny Szkoły Głównej Handlowej w Warszawie, prezes Polskiego Towarzystwa Demograficznego oraz przewodniczący Rządowej Rady Ludnościowej.

## Życiorys
Syn Mariana i Janiny. Od 1989 roku był pracownikiem Centralnego Urzędu Planowania, w latach 1991–1995 jako dyrektor Biura Planowania Regionalnego CUP, w latach 1995–1996 jako dyrektor Departamentu Rozwoju Społecznego CUP, następnie Rządowego Centrum Studiów Strategicznych piastując w latach 1997–2003 funkcję wiceprezesa Centrum (podsekretarz stanu). W latach 2003–2015 pełnił funkcję dyrektora Mazowieckiego Biura Planowania Regionalnego w Warszawie, a w latach 1999–2016 przewodniczącego Rządowej Rady Ludnościowej będącej organem doradczym Prezesa Rady Ministrów. Był również członkiem założycielem oraz prezesem Polskiego Towarzystwa Demograficznego, a także profesorem nadzwyczajnym i kierownikiem Katedry Samorządu Terytorialnego i Gospodarki Lokalnej Szkoły Głównej Handlowej w Warszawie.
Pochowany w Alei Zasłużonych na cmentarzu Powązki Wojskowe w Warszawie (kwatera G-tuje-19).

## Wybrane odznaczenia
- Krzyż Kawalerski Orderu Odrodzenia Polski (2014)[5][8]
- Brązowy Krzyż Zasługi[5]